# Neptis raddei
Neptis raddei är en fjärilsart som beskrevs av Bremer 1861. Neptis raddei ingår i släktet Neptis och familjen praktfjärilar. Inga underarter finns listade i Catalogue of Life.